# サモラCF
サモラ・クルブ・デ・フトボル（Zamora Club de Fútbol）は、スペイン・カスティーリャ・イ・レオン州・サモーラに本拠地を置くサッカークラブ。現在はプリメーラ・ディビシオンRFEFに所属している。
2005-06シーズンのコパ・デル・レイは、レアル・ソシエダやSDエイバルを倒してベスト16まで勝ち進んだ。ベスト16ではFCバルセロナと対戦し、敗退した。

## 過去の成績
- 2000-01 セグンダ・ディビシオンB 3位
- 2001-02 セグンダ・ディビションB 15位
- 2002-03 セグンダ・ディビションB 2位
- 2003-04 セグンダ・ディビションB 8位
- 2004-05 セグンダ・ディビションB 4位
- 2005-06 セグンダ・ディビションB 13位
- 2006-07 セグンダ・ディビションB 9位
- 2007-08 セグンダ・ディビションB 3位
- 2008-09 セグンダ・ディビションB 4位
- 2009-10 セグンダ・ディビションB 14位
- 2010-11 セグンダ・ディビションB 13位
- 2011-12 セグンダ・ディビションB 11位
- 2012-13 セグンダ・ディビションB 16位
- 2013-14 セグンダ・ディビションB 7位
- 2014-15 セグンダ・ディビションB 18位
- 2015-16 テルセーラ・ディビシオン 1位
- 2016-17 テルセーラ・ディビシオン 6位
- 2017-18 テルセーラ・ディビシオン 9位
- 2018-19 テルセーラ・ディビシオン 1位
- 2019-20 テルセーラ・ディビシオン 1位
- 2020-21 セグンダ・ディビシオンB 3位
- 2021-22 プリメーラ・ディビシオンRFEF 17位
- 2022-23 セグンダ・ディビシオンRFEF

- プリメーラ・ディビシオンRFEF 1シーズン
- セグンダ・ディビシオンRFEF 1シーズン
- セグンダ・ディビションB　24シーズン
- テルセーラ・ディビション　24シーズン
- 州1部リーグ 3シーズン

## 歴代監督
- ファブリシアーノ・ゴンサレス 2003-2004
- ヘスス・イニゴ・リセランス 2009-2011

## 歴代所属選手
- フェリペ・ミニャンブレス 1984-1986
- ハイメ 2002-2003
- マリオ・マルティネス 2007
- ホナタン・メヒア 2011-2012
- ジャン・マリー・ドングー 2022